# Kiyosu
Kiyosu (清須市, Kiyosu-shi) est une ville située dans la préfecture d'Aichi, sur l'île de Honshū, au Japon.

## Géographie

### Situation
Kiyosu est située dans le nord-ouest de la préfecture d'Aichi, dans la plaine de Nōbi. La ville est traversée par la rivière Gojō et bordée par le fleuve Shōnai au sud-est.

### Démographie
En octobre 2019, la population de la ville de Kiyosu était de 69 257 habitants répartis sur une superficie de 17,35 km2.

## Histoire
La ville de Kiyosu a été fondée le 7 juillet 2005 par la fusion des bourgs de Kiyosu, Shinkawa et Nishibiwajima (district de Nishikasugai). Le 1er octobre 2009, le bourg de Haruhi a aussi été intégré à Kiyosu.

## Culture locale et patrimoine

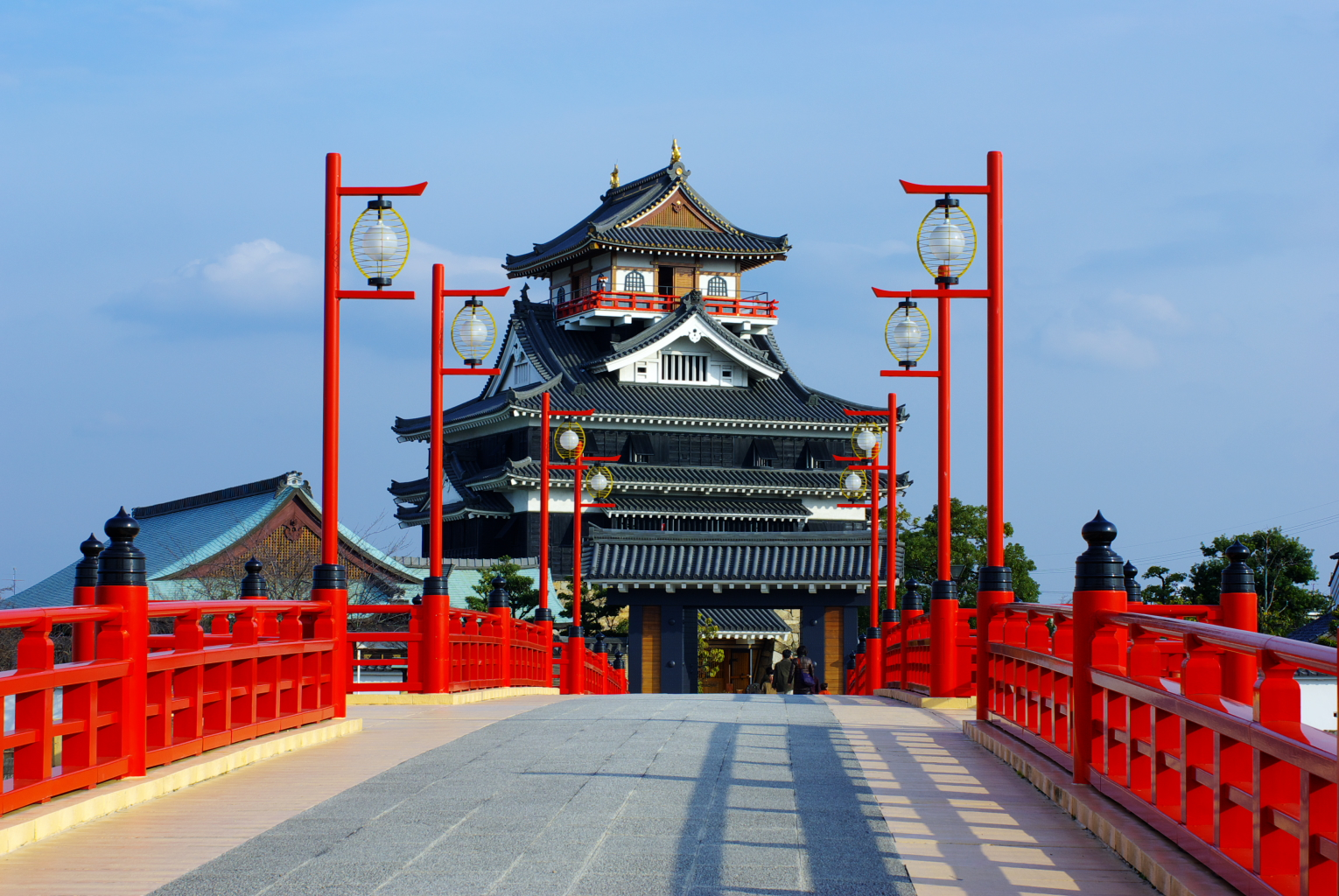
Le château de Kiyosu.

- Château de Kiyosu

## Transports

### Transport routier
La ville est desservie par les routes nationales 22 et 302.

### Transport ferroviaire
Kiyosu est desservie par la ligne principale Tōkaidō de la JR Central, ainsi que les lignes Nagoya, Inuyama et Tsushima de la Meitetsu.
Les principales gares sont celles de Sukaguchi, Shin-Kiyosu et Biwajima.

## Jumelage
Kiyosu est jumelée avec Jerez de la Frontera  en Espagne.

## Personnalités liées à la ville
- Akira Toriyama (né en 1955), mangaka
- Ai Katō (née en 1982), actrice